# Wierzbołów
Wierzbołów (lit. Virbalis, pierwotnie Nowa Wola) – miasto na Litwie, położone w okręgu mariampolskim, 12 km od Wyłkowyszek.
Miasto królewskie lokowane w 1536 roku, położone było w Księstwie Żmudzkim. Miejsce obrad sejmików ziemskich powiatu starodubowskiego, przeniesionych tu ze Staroduba na czas okupacji rosyjskiej w 1659 roku.

## Historia
Położona w pobliżu granicy z Prusami miejscowość początkowo nazywane było Nowawola. Król Zygmunt III Waza w dniu 15 czerwca 1593 roku jej prawo magdeburskie i herb wyobrażający anioła z mieczem i wagami. W 1554 roku królowa Bona Sforza ufundowała w Wierzbołowie drewniany kościół, którego proboszczem został ks. Mikołaj z Oszmiany. Kościół został rozebrany w 1855 roku wraz z murowaną wieżą i budynkami probostwa. Oprócz tego w mieście istniał też kościół zakonu dominikanów z klasztorem.
W dniu 23 sierpnia 1655 roku w Wierzbołowie zbuntowane oddziały radziwiłłowskie zawiązały w obronie króla Jana Kazimierza konfederację wojsk litewskich, wymierzoną przeciwko Szwedom i Januszowi Radziwiłłowi.
Miasto królewskie w 1782 roku.

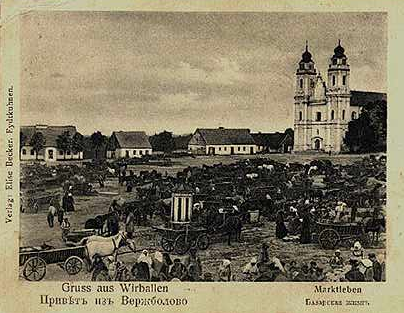
Rynek przed 1912 rokiem

W latach 1807–1815 w składzie Księstwa Warszawskiego. Następnie po kongresie wiedeńskim część Królestwa Polskiego, w zaborze rosyjskim. Stanowiło część Suwalszczyzny jako przynależne do guberni suwalskiej. Za Królestwa Polskiego siedziba wiejskiej gminy Kibarty (w której skład nie wchodził).
W 1860 r. wieku w pobliżu miasta przeprowadzono linię kolejową łączącą Królewiec i Kolej Warszawsko-Petersburską, w związku z czym w odległości ok. 4 km od miasta we wsi Kibarty zbudowany reprezentacyjny graniczny dworzec kolejowy „Wierzbołów” z komorą celną, zburzony w 1945 r.
W czasie I wojny światowej w lutym 1915 roku zajęty przez wojska niemieckie. W 1918 roku po zajęciu przez wojska litewskie zmieniono nazwę miejscowości na Virbalis. W latach 1941–1944 pod okupacją niemiecką. 
Podczas okupacji niemieckiej, 10 lipca 1941 roku Litwini utworzyli getto dla żydowskich mieszkańców. Przebywało w nim około 400 osób. 11 września 1941 roku zlikwidowano getto, a Żydów zamordowano w okolicznych rowach przeciwczołgowych. 
Do 1991 roku w ZSRR, a następnie w Republice Litewskiej.

## Zabytki
- Cmentarz polski z XIX w.
  - Kaplica grobowa z pocz. XX w., którą ufundował Mikołaj Franciszek Rekosz (zm. 1911)
- były kościół ewangelicko-luterański z 1878 r.

Nieistniejące:
- kościół z klasztorem Dominikanów, potem parafialny - w 1643 roku przebudowany z inicjatywy Jana i Marianny z Tebańskich Wściekliców. Dominikanie opuścili klasztor 29 września 1819 roku, a ich konsekrowany w 1783 roku kościół przeznaczono na parafialny. Kościół został zniszczony w 1944 roku i nieodbudowany.

## Galeria

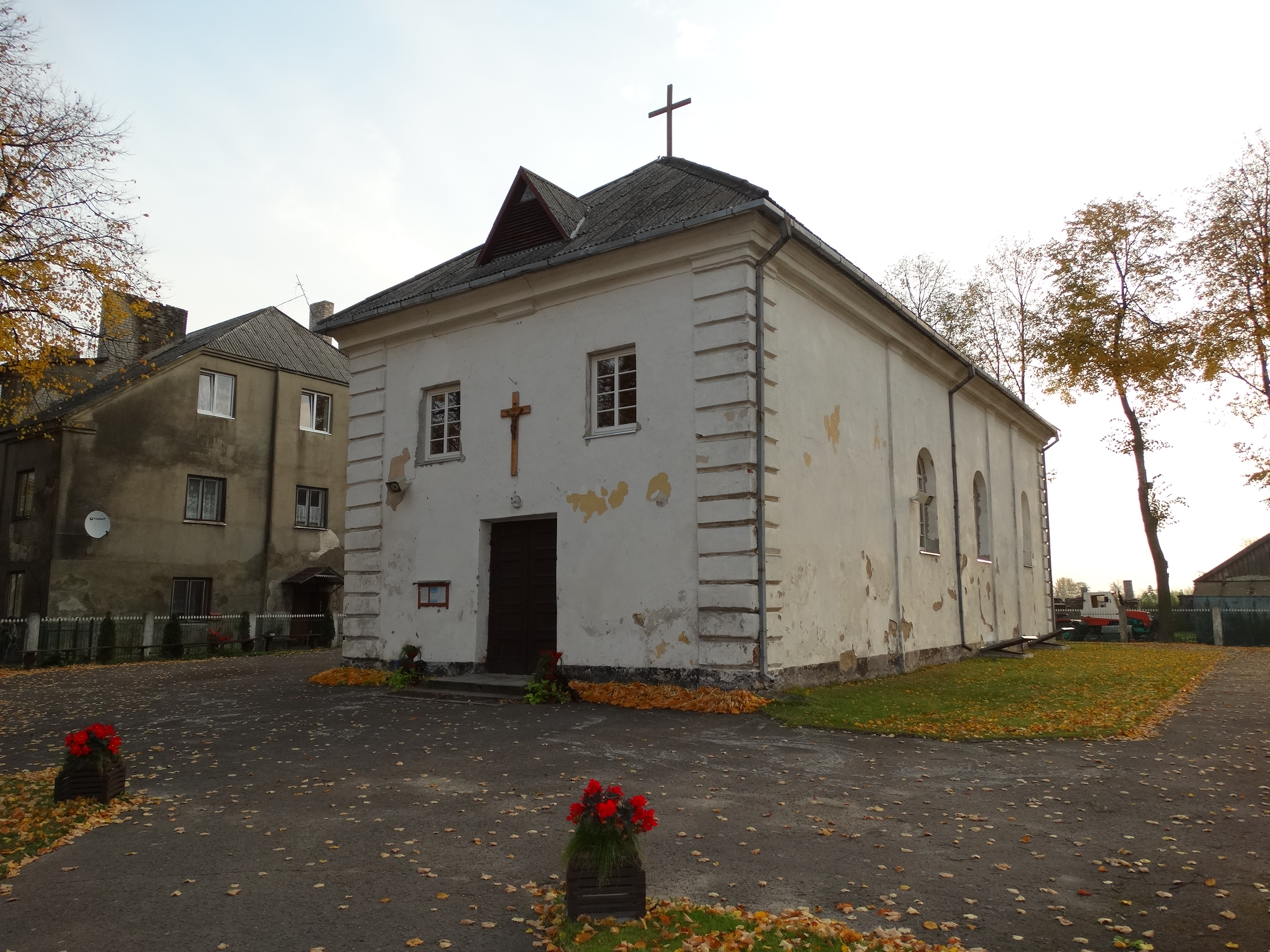
Kościół św. Michała Archanioła
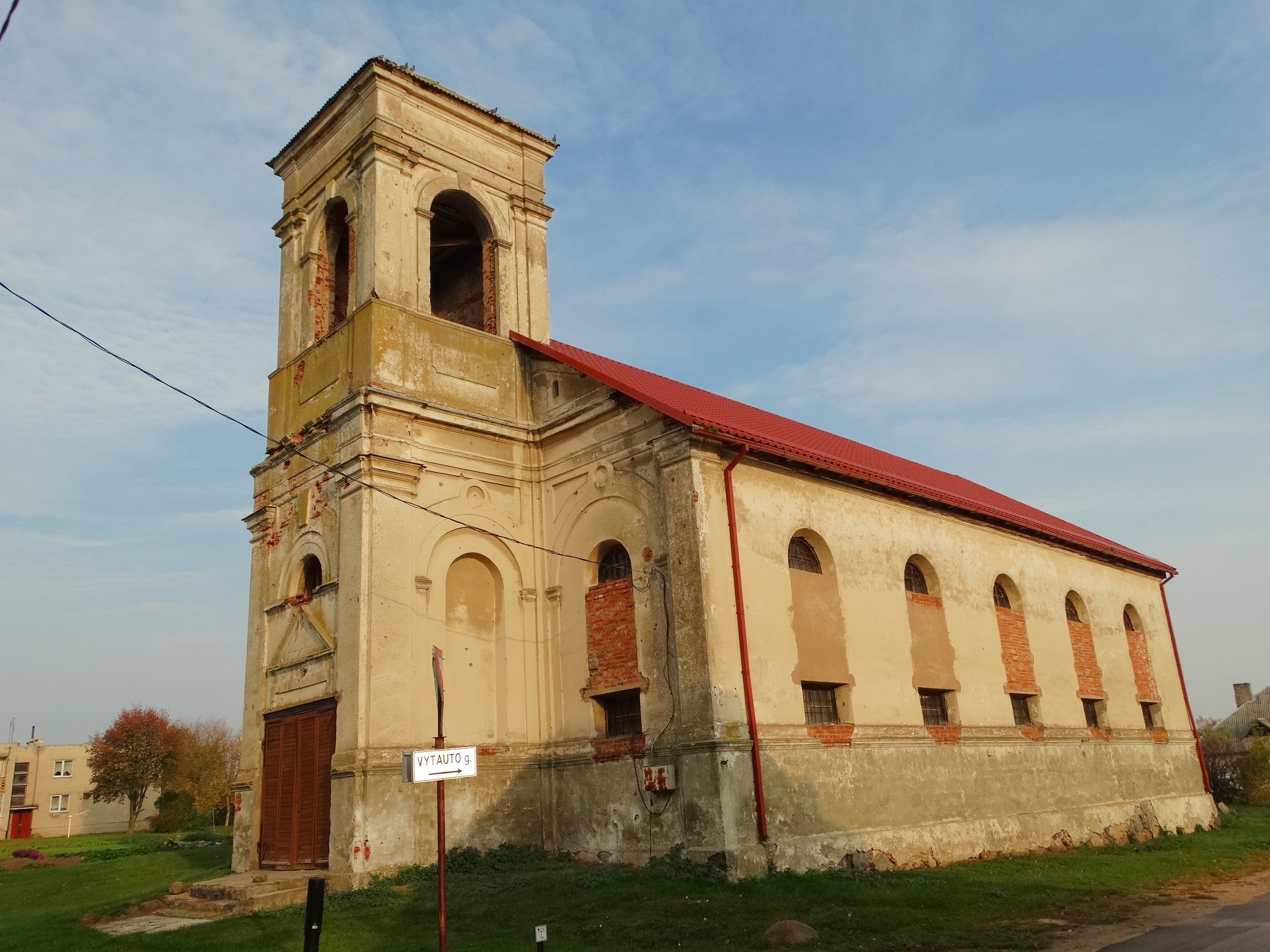
Kościół ewangelicko-luterański
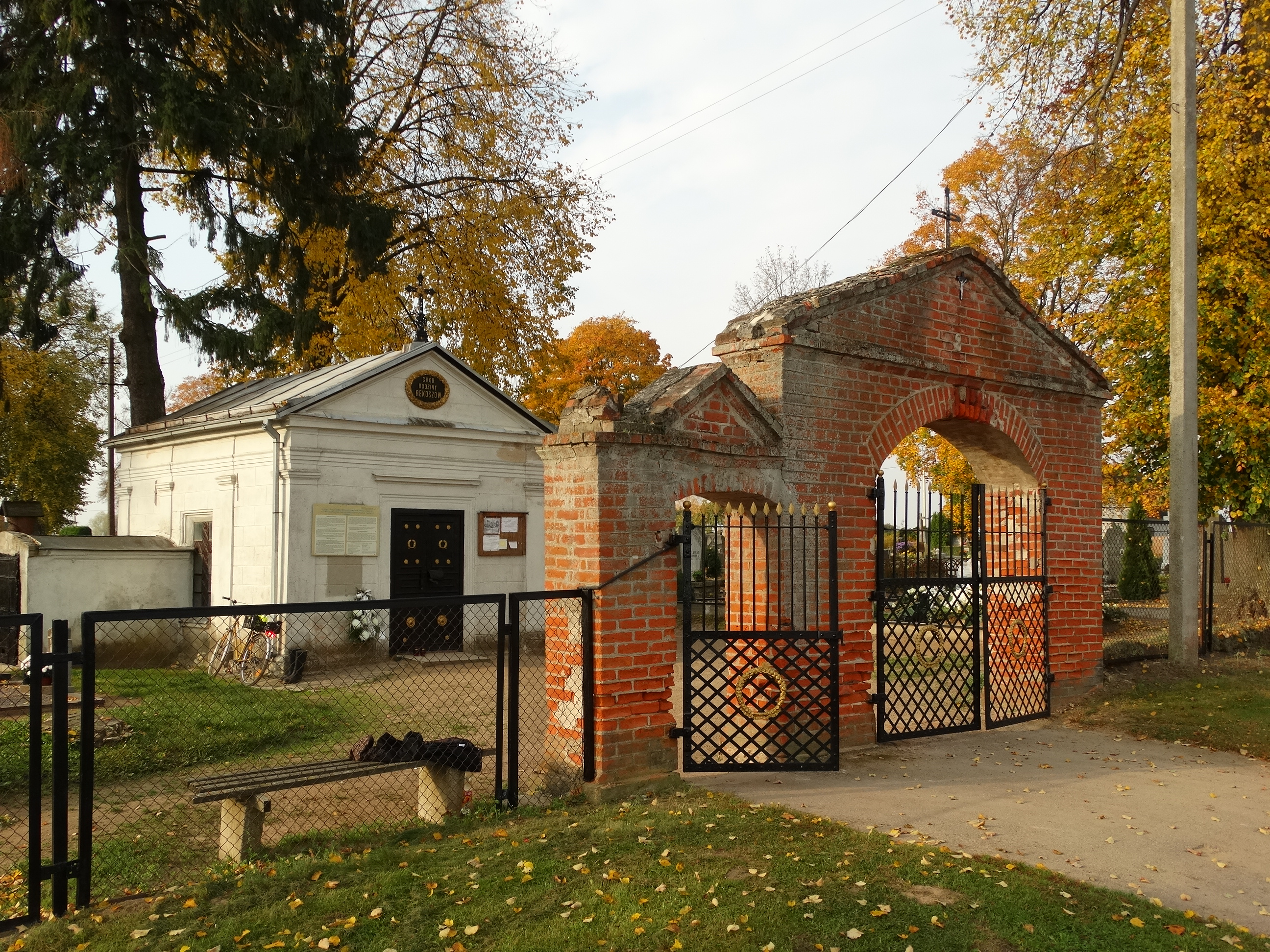
Cmentarz z grobem rodziny Rekoszów
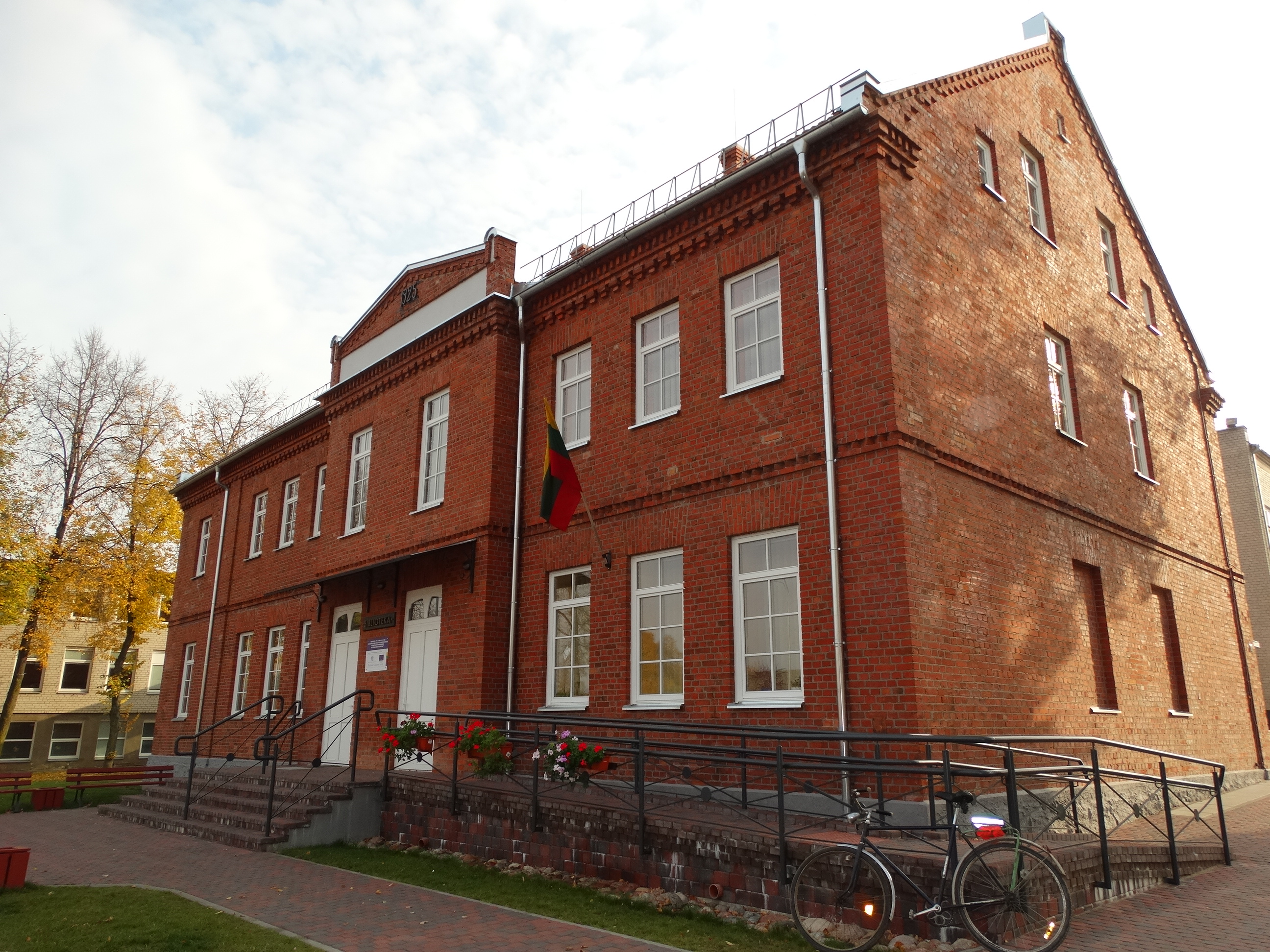
Starostwo
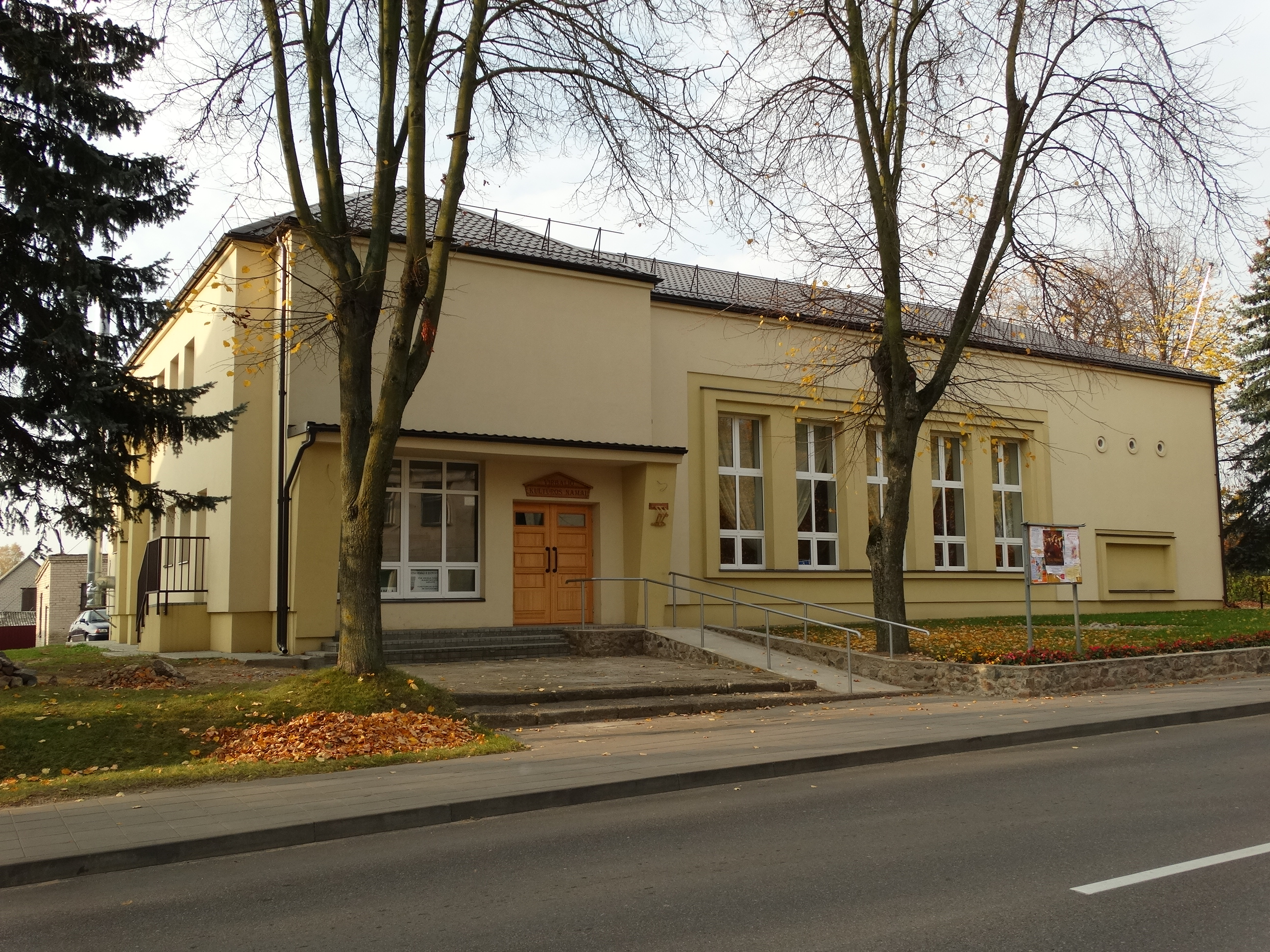
Dom kultury
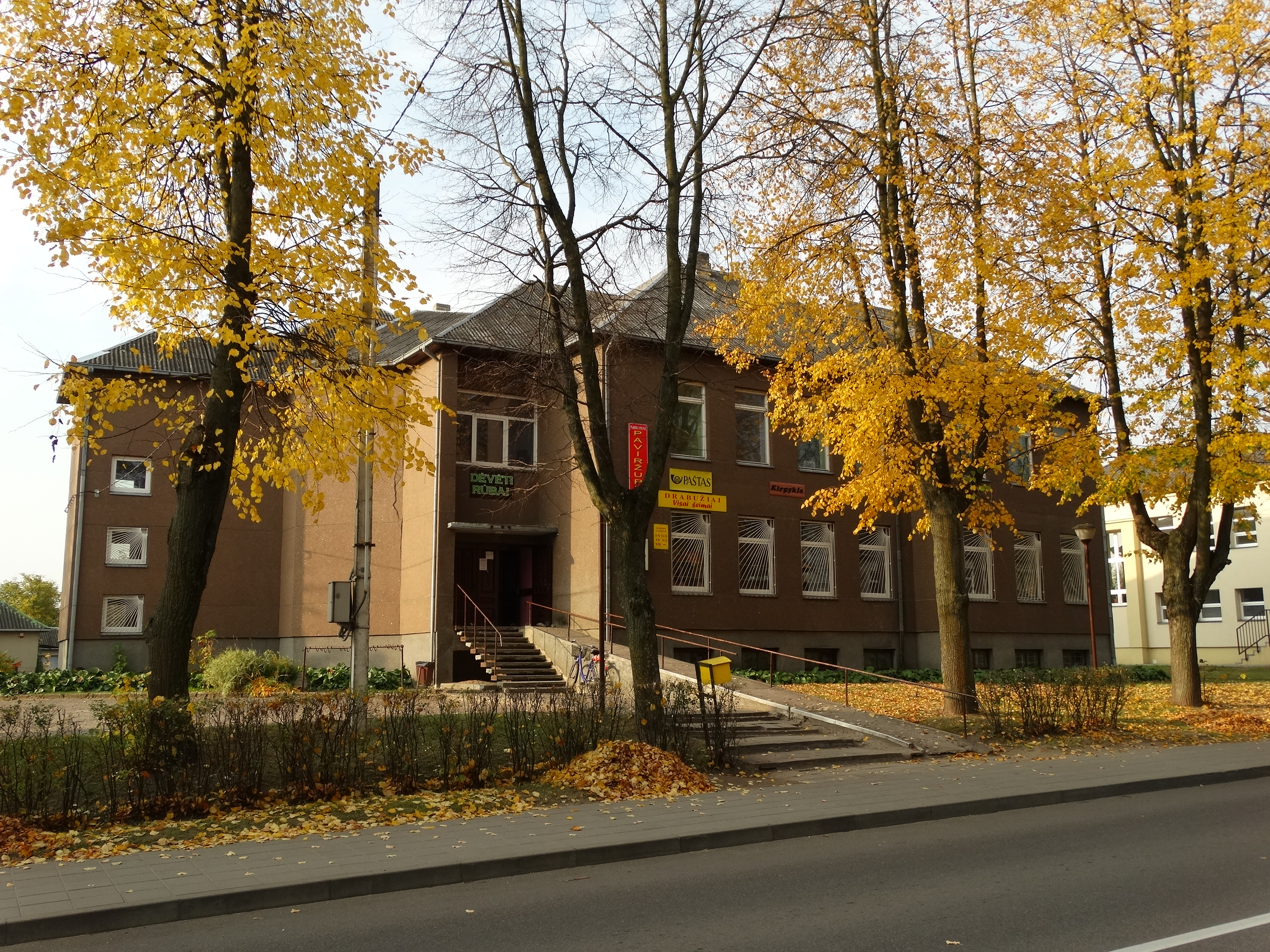
Poczta
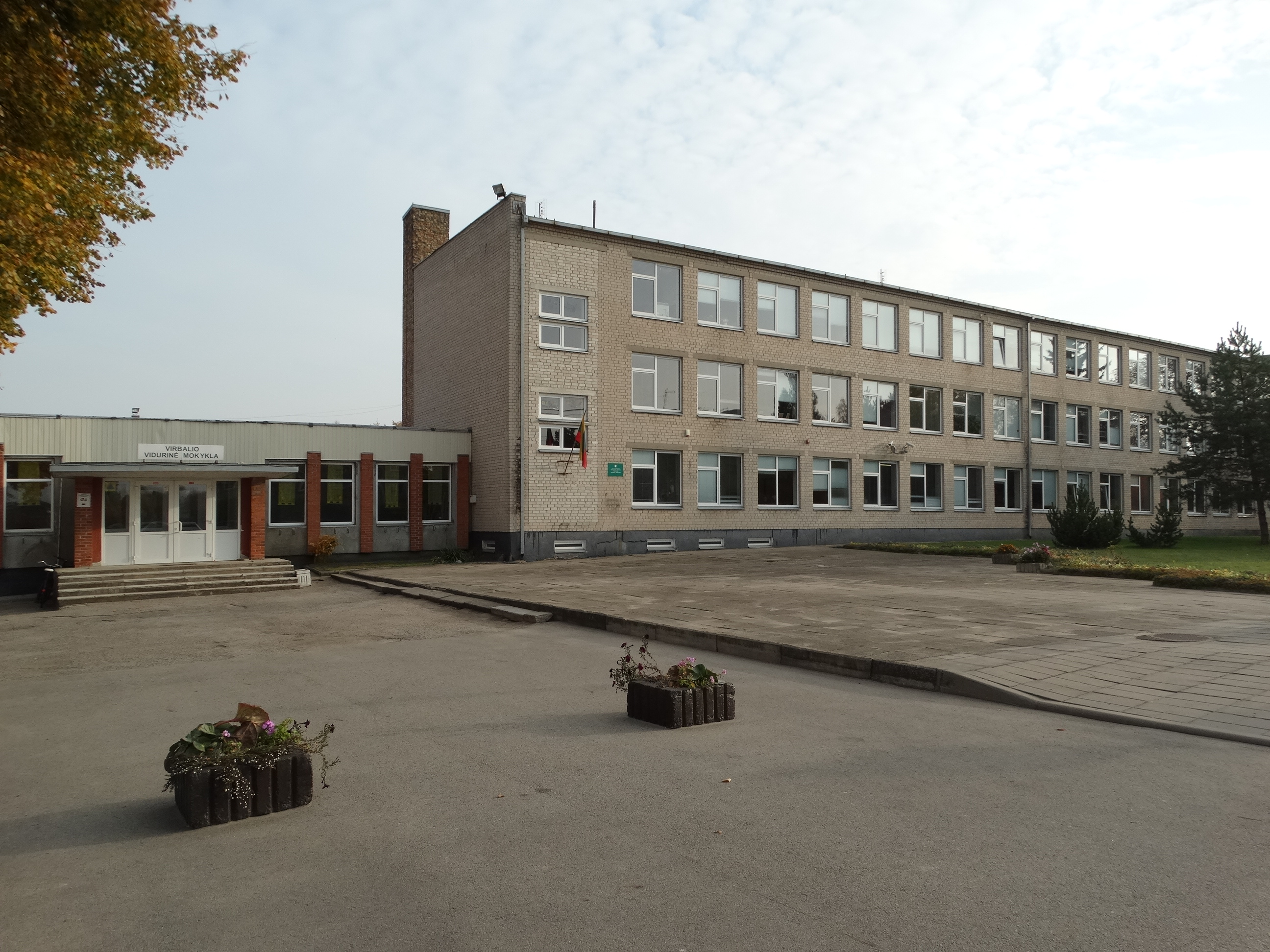
Szkoła średnia